# Michaël Heylen
Michaël Heylen (Wommelgem, 3 de enero de 1994) es un futbolista belga que juega de defensa.

## Selección nacional
Fue internacional con la selección de fútbol sub-21 de Bélgica. Además, llegó a entrenar con la selección absoluta.

## Clubes
| Club                       | País         | Año       |
| -------------------------- | ------------ | --------- |
| R. S. C. Anderlecht        | Bélgica      | 2013-2017 |
| K. V. Kortrijk (cedido)    | Bélgica      | 2013-2014 |
| K. V. C. Westerlo (cedido) | Bélgica      | 2016-2017 |
| S. V. Zulte Waregem        | Bélgica      | 2017-2019 |
| F. C. Emmen                | Países Bajos | 2019-2020 |
| Sparta Rotterdam           | Países Bajos | 2020-2022 |
| F. C. Emmen                | Países Bajos | 2022-2024 |
| PAC Omonia 29M             | Chipre       | 2024-2025 |